# 涅薩莫維捷湖
48°7′26″N 24°31′52″E / 48.12389°N 24.53111°E

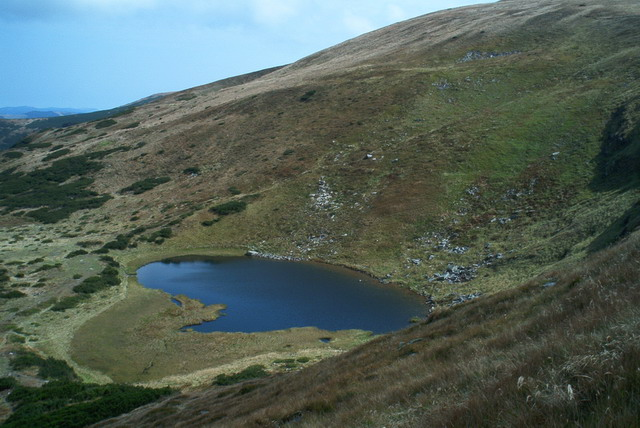

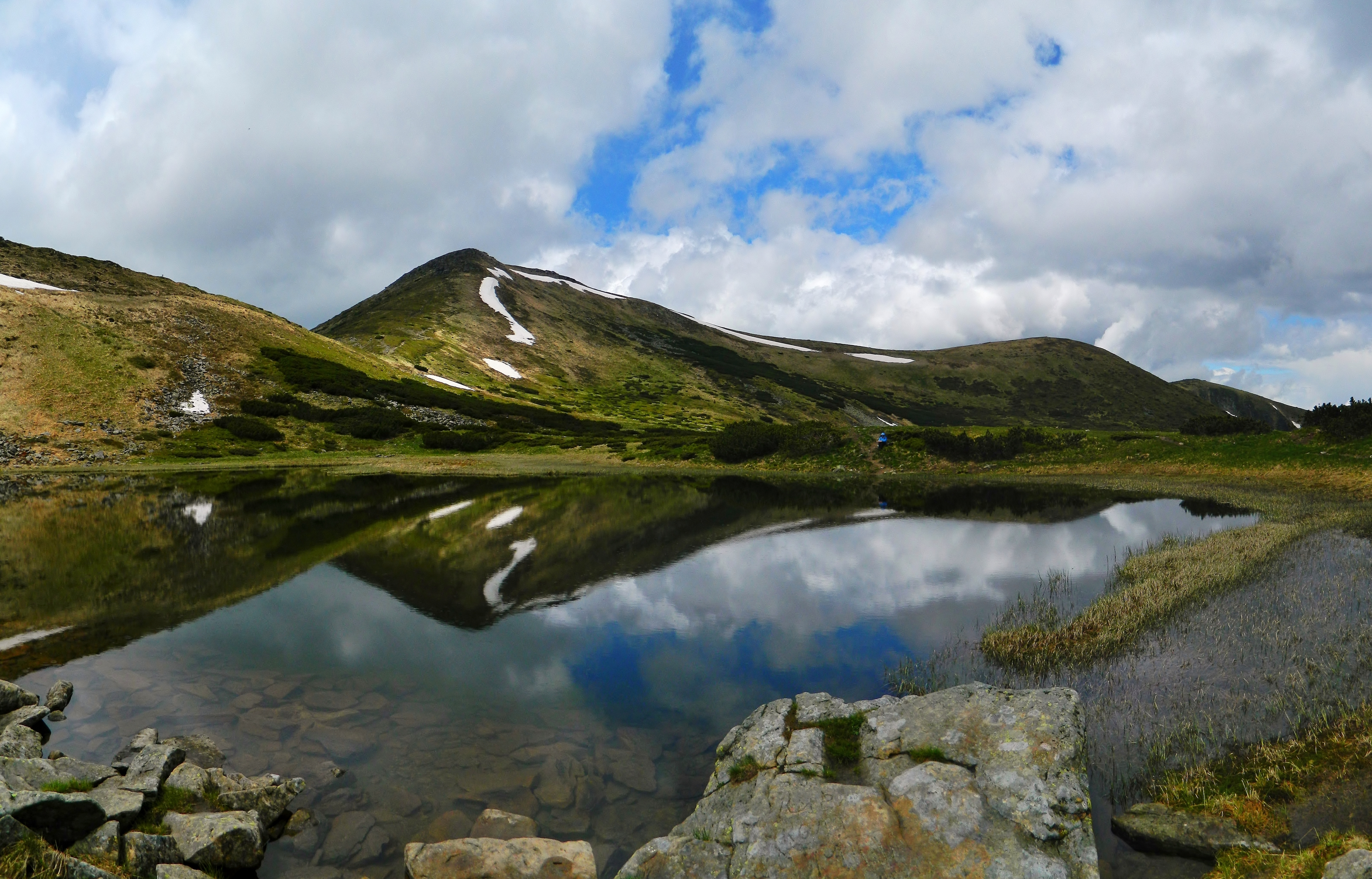

涅薩莫維捷湖（烏克蘭語：Несамовите），是烏克蘭的湖泊，位於該國西部伊萬諾-弗蘭科夫斯克州，長88米、寬45米，平均水深1至1.5米，海拔高度1,750米，該湖泊在冬季期間結冰。